# 3 septembre dans les chemins de fer
3 août 3 octobre
Chronologies thématiques
- Croisades
- Sports
- Disney

Cette page concerne les événements qui se sont déroulés un 3 septembre dans les chemins de fer.

## Événements

### XIXesiècle
- 1882 : en Allemagne, dans le Bade-Wurtemberg, à Hugstetten, le train Fribourg-Colmar déraille, causant la mort de 64 personnes[1].

### XXesiècle
- 1984, États-Unis : la dernière partie de la ligne de métro reliant le centre-ville de Chicago à l'aéroport international O'Hare ouvre aux voyageurs.
- 1999. Royaume-Uni : création d'Eurostar Group, structure de gestion commune des trains Eurostar formée par la SNCF, la SNCB et ICRR (Inter-Capital and Regional Rail Ltd) dont les actionnaires sont National Express (40 %), SNCF (35 %) et SNCB (15 %).

## Décès
- 1923 : Adolf Klose meurt à Munich. Ingénieur en chef de la traction aux chemins de fer du Wurtemberg de 1887 à 1898, il inventa en 1884 le principe du châssis flexible qui porte son nom.